# Āgenskalns
Āgenskalns es un barrio de la ciudad de Riga, Letonia.

## Superficie
Posee una superficie de 4,613 kilómetros cuadrados (461,3 hectáreas).

## Población
Hasta 2021 presentaba una población de 23 800 habitantes, con una densidad de población de 5159,33 habitantes por kilómetro cuadrado.

## Transporte

### Rutas
- Autobús: 3, 5, 6, 13, 20, 47, 50, 51, 52.[1]
- Trolebús: 5, 9, 12, 25.[1]
- Tranvía: 1, 2, 5, 10.[1]
- Minibús: 236, 237, 238, 241, 242, 244, 246, 263, 270, 271.[1]
- Autobús expreso: 338, 322, 336, 346, 370.[1]